# Ingevald Folkesson
Ingevald Folkesson, enligt sentida källor son till Folke Filbyter, och far till (den historiske) Folke den tjocke, varigenom han skulle vara stamfar till Bjälboätten. Enligt en hypotes av Adolf Schück kan Ingevald möjligen vara den Ingevald som är nämnd på Bjälborunstenen vid Bjälbo kyrka: Ingevald reste denna sten efter Styvjald, sin broder, en förträfflig yngling, son till Spialbode till ätten, men jag fulländade den. Även Ingevald är dock historiskt ifrågasatt som far till Folke.